# Рязанов Ельдар Олександрович
Ельда́р Олекса́ндрович Ряза́нов (рос. Эльдар Александрович Рязанов;
18 листопада 1927, Самара, РСФСР, СРСР — 30 листопада 2015, Москва, Росія) — радянський і російський кіно- і телережисер, актор та телеведучий, поет. Народний артист СРСР (1984). Працював в основному у жанрі ліричної комедії, а також знімав костюмовані телефільми й екранізації літературних творів. Вів авторські програми на телебаченні, присвячені мистецтву кіно. Видав книги віршів, спогади.

## Біографія
Народився 18 листопада 1927 року.
У 1950 р. закінчив режисерський факультет ВДІКу (майстерня Сергія Ейзенштейна, Григорія Козінцева). Працював режисером документальних фільмів на Центральній студії документальних фільмів (ЦСДФ), з 1955 р. — режисер-постановник кіностудії «Мосфільм». Автор і ведучий телепрограм: «Кінопанорама» (1979—1986, ЦТ), «Коміки XX століття» (1991, РТР), «Вісім дівок, один я» (1992, ЦТ), «Розмови на свіжому повітрі» (1992—1994, ЦТ), «Білосніжка і сім гномів» (1993, REN-TV), «Непідбиті підсумки» (1994, REN-TV), «Чоловіча розмова» (1996, REN-TV), «Паризькі таємниці» (1996—1997, REN-TV), «Поговоримо про дивацтва любові» (2004, Перший канал) та інших.
Помер 30 листопада 2015 року у віці 88 років від гострої серцевої недостатності.

## Фільмографія
- Весняні голоси (1955)
- Карнавальна ніч (1956)
- Дівчина без адреси (1957)
- Людина нізвідки (1961)
- Гусарська балада (1962)
- Дайте книгу скарг (1965)
- Бережись автомобіля (1966)
- Зигзаг удачі (1968)
- Старики-розбійники (1971)
- Неймовірні пригоди італійців у Росії (1973)
- Іронія долі або з легким паром (1975)
- Службовий роман (1977)
- Гараж (1979)
- Про бідного гусара замовте слово (1980)
- Вокзал для двох (1982)
- Жорстокий романс (1984)
- Забута мелодія для флейти (1987)
- Дорога Олено Сергіївно (1989)
- Небеса обітовані (1991)
- Передбачення (1993)
- Привіт, дурні! (1996)
- Старі шкапи (2000)
- Тихі вири (2000)
- Ключ від спальні (2003)
- Андерсен. Життя без любові (2006)
- Карнавальна ніч 2 (2006)

## Громадська діяльність
У березні 2014 року разом з дружиною Еммою Абайдулліною та понад 200 іншими російськими кінематографістами Ельдар Рязанов підписався під зверненням до українських колег зі словами підтримки та запевненнями, що вони не вірять офіційній пропаганді Кремля, яку поширюють провладні ЗМІ, та проти російської військової інтервенції в Україну.

## Призи та нагороди
- Орден «За заслуги перед Вітчизною» II ступеня (3 липня 2008).
- Орден «За заслуги перед Вітчизною» III ступеня (20 червня 1996).
- Два ордени Трудового Червоного Прапора (1969, 1977).
- Орден Дружби народів (1987).
- Орден Мистецтв та літератури (Франція).
- Кавалер ордена Почесного легіону (Франція, 1998).
- Кавалер Золотого Почесного знаку «Суспільне визнання» (1999).
- Державна премія СРСР (1977, за фільм «Іронія долі, або З легким паром!»).
- Державна премія РРФСР імені братів Васильєвих (1979, за фільм «Службовий роман»).
- Премія «Ніка» в номінації «Найкраща режисура» за 1991 рік, фільм «Небеса обітовані».
- Премія «Ніка» в номінації «Найкращий ігровий фільм» за 1991 рік, фільм «Небеса обітовані».
- Премія «Ніка» в номінації «Честь і гідність» за 2006 рік.
- Премія «Тріумф» (2006).
- Премія «ТЕФІ» (Спец. приз, 1997).
- МКФ в Канні (Приз за д/ф «Острів Сахалін», 1955).
- МКФ в Единбурзі (Диплом, фільм «Карнавальна ніч», 1957).
- ВКФ у номінації «Перший приз серед комедій» за 1958 рік.
- ВКФ (Друга премія по розділу художніх фільмів, фільм «Карнавальна ніч», 1958).
- МКФ комедійних фільмів у Відні (Диплом журі, фільм «Гусарська балада», 1963).
- МКФ в Сіднеї (Диплом, фільм «Стережись автомобіля», 1966).
- МКФ в Единбурзі (Диплом, фільм «Стережись автомобіля», 1966).
- МКФ в Мельбурні (Почесний диплом, фільм «Стережись автомобіля», 1967).
- ВКФ (Спец. приз «За внесок у розвиток радянської кінокомедії», 1983).
- ВКФ (Приз за найкращу режисуру, фільм «Вокзал для двох», 1983).
- Приз критики найкращому закордонному фільму року в Польщі (Приз «Варшавська сирена», фільм «Вокзал для двох», 1984).
- МКФ в Делі (Гран-прі «Золотий павич», фільм «Жорстокий романс», 1985).
- МКФ в Мадриді (Гран-прі, фільм «Небеса обітовані», 1992).
- КФ «Віват кіно Росії!» В Санкт-Петербурзі (Гран-прі, фільм «Старі шкапи», 2000).
- ОКФ «Кіношок» в Анапі (Гран-прі «Золота лоза» за найкращий повнометражний ігровий фільм, фільм «Тихі вири», 2000).
- КФ російських фільмів в Онфлері (Гран-прі, фільм «Старі шкапи», 2001).
- КФ «Віват кіно Росії!» В Санкт-Петербурзі (Гран-прі, фільм «Ключ від спальні», 2003).
- КФ «Московська прем'єра» (Другий приз, фільм «Ключ від спальні», 2003).
- ОРКФ у Сочі «Кінотавр» (Приз Президентської ради, фільм «Ключ від спальні», 2003).
- Царськосільська мистецька премія (2005).
- КФ «Віват кіно Росії!» В Санкт-Петербурзі (Гран-прі, Приз преси, фільм «Андерсен. Життя без любові», 2007).
- КФ «Московська прем'єра» (Приз «За внесок у московське кіно, створення екранного образу нашої столиці, служіння її красі протягом 50 років професійної кінематографічної діяльності», 2007).
- РКФ «Література і кіно» в Гатчині (Гран-прі «Гранатовий браслет», фільм «Андерсен. Життя без любові», 2007).
- Відзнака «За заслуги перед Москвою» (2007).
- Орден Честі (Грузія, 2008).
- 17-й МКФ «Золотий Витязь» (Золота медаль Сергія Федоровича Бондарчука в номінації «За видатний внесок у кінематограф», 2008).
- Національна премія «Росіянин року» (2008).
- Почесний громадянин Самари (2012).

## Вшанування пам'яті
- На його честь названа Вулиця Ельдара Рязанова у місті Москва.
- 4258 Рязанов — астероїд, названий на честь режисера[4].